# Hymenasplenium riparium
Hymenasplenium riparium är en svartbräkenväxtart som först beskrevs av Frederik Michael Liebmann, och fick sitt nu gällande namn av L.Regalado och Prada. Hymenasplenium riparium ingår i släktet Hymenasplenium och familjen Aspleniaceae. Inga underarter finns listade.